# Quintana del Marco (kommunhuvudort)
Quintana del Marco är en kommunhuvudort i Spanien.   Den ligger i provinsen Provincia de León och regionen Kastilien och Leon, i den nordvästra delen av landet, 270 km nordväst om huvudstaden Madrid. Quintana del Marco ligger 748 meter över havet och antalet invånare är 503.
Terrängen runt Quintana del Marco är platt. Runt Quintana del Marco är det glesbefolkat, med 17 invånare per kvadratkilometer. Närmaste större samhälle är La Bañeza, 11,1 km norr om Quintana del Marco. 